# Sandur
Sandur (duń. Sand) – wieś i niewielki ośrodek administracyjny (siedziba gminy) na Wyspach Owczych, na wyspie Sandoy (gmina Sands).
W styczniu 2015 r. wieś liczyła 527 mieszkańców. Ośrodek turystyczny.

## Demografia
Według danych Urzędu Statystycznego ze stycznia 2015 r. Sandur jest 21. co do wielkości miejscowością Wysp Owczych.